# Reserva Extrativista Marinha da Lagoa do Jequiá
A Reserva Extrativista Marinha da Lagoa do Jequiá é uma unidade de conservação federal do Brasil categorizada como reserva extrativista e criada por Decreto Presidencial em 27 de setembro de 2001 numa área de 10 203 ha no estado de Alagoas.